# Рябчук, Олег
Оле́г Рябчу́к (рум. Oleg Reabciuk; род. 16 января 1998, Яловены) — молдавский и португальский футболист, защитник московского «Спартака» и сборной Молдовы.

## Клубная карьера

### Ранние годы
Родился 16 января 1998 года в Молдове в городе Яловены, в возрасте трёх лет он вместе со своей пятилетней сестрой Сабиной переехали на Украину, где проживали в доме брата их отца, так как их родители Иван и Наталья уехали на работу за границу. В возрасте четырёх лет, после того, как отец оформил все документы о законном пребывании за границей, вся его семья эмигрировала в Португалию в город Риу-Майор и через несколько лет получили гражданство этой страны. Рябчук владеет пятью языками: русским, молдавским, испанским, португальским и английским.
В детстве часто играл в футбол во дворе с ребятами постарше и в возрасте десяти лет он начал заниматься футболом за местную школу «Риу-Майор», а на следующий год был замечен скаутами лиссабонского «Спортинга» и продолжил там свою юношескую карьеру. Помимо футбола также занимался тхэквондо, лёгкой атлетикой, плаванием, баскетболом и большим теннисом. В 2011 году он вернулся в «Риу-Майор», поскольку поездка в Лиссабон и обратно была утомительной и препятствовала его тренировкам. Вместе с «Риу-Майор» выиграл местный чемпионат, играл против юношеской команды клуба «Белененсеш» и в июне 2015 года, после сыгранного матча, Рябчуку было предложено перейти в этот клуб и он ответил согласием. Вместе с «Белененсешем» стал чемпионом Португалии среди юношей до 16 лет.

### «Порту»
Летом 2016 года, выступая за «Беленесеш», играл в матче против «Порту», после чего ему было предложено перейти в их в молодёжную команду и он ответил согласием. В составе молодёжной команды «Порту» выступал в Юношеской лиге УЕФА. На турнире дебютировал 14 сентября 2016 года в матче 1-го тура группового этапа против сверстников из «Копенгагена» (4:1), проведя на поле весь матч. Всего в Юношеской лиге УЕФА провёл восемь матчей и вместе с «Порту» дошёл до 1/4 финала, где уступили «Барселоне» (1:2). Также принимал участие в тренировках с основным составом клуба.
С сезона 2017/18 был переведён в фарм-клуб «Порту B». Дебютировал за клуб 26 ноября 2017 года в матче 14-го тура Сегунда-лиги против клуба «Академика» (1:2), в котором вышел в стартовом составе и был заменён на 66-й минуте встречи. Первый мяч за «Порту B» забил 4 февраля 2018 года в матче 23-го тура Сегунда-лиги против клуба «Лейшойнш» (2:1) на 81-й минуте встречи и тем самым принеся победу своему клубу. Всего в своём дебютном сезоне на профессиональном уровне отыграл за «Порту B» 15 матчей и забил четыре мяча. В июле 2018 года продлил контракт с «Порту» до 2021 года и был вызван на предсезонный сбор с основным составом. Сезон 2018/19 провёл в «Порту B», отыграв 32 матча в Сегунда-лиге. Всего за вторую команду клуба за два сезона провёл 47 матчей и забил четыре мяча.

### «Пасуш де Феррейра»
13 июля 2019 года стал игроком клуба «Пасуш де Феррейра» из Примейра-лиги, подписав контракт на четыре года. Дебютировал за клуб 24 августа 2019 года в матче 3-го тура чемпионата Португалии против клуба «Боавишта» (1:1), в этом матче вышел на 75-й минуте встречи. В сезоне 2019/20 провёл за «Пасуш де Феррейра» 30 матчей во всех турнирах. Первый мяч за клуб забил 18 октября 2020 года в матче 4-го тура чемпионата Португалии против клуба «Санта-Клара» (2:1), отличившись на 35-й минуте с передачи Лютера Сингха. 6 декабря 2020 года в матче 9-го тура чемпионата Португалии на 24-й минуте встречи забил мяч в ворота «Бенфики» (1:2). В сезоне 2020/21 провёл за «Пасуш де Феррейра» 13 матчей во всех турнирах и забил два мяча. Всего за клуб выступал с 2019 по 2020 год, проведя во всех турнирах 43 матча и забив два мяча.

### «Олимпиакос» (Пирей)

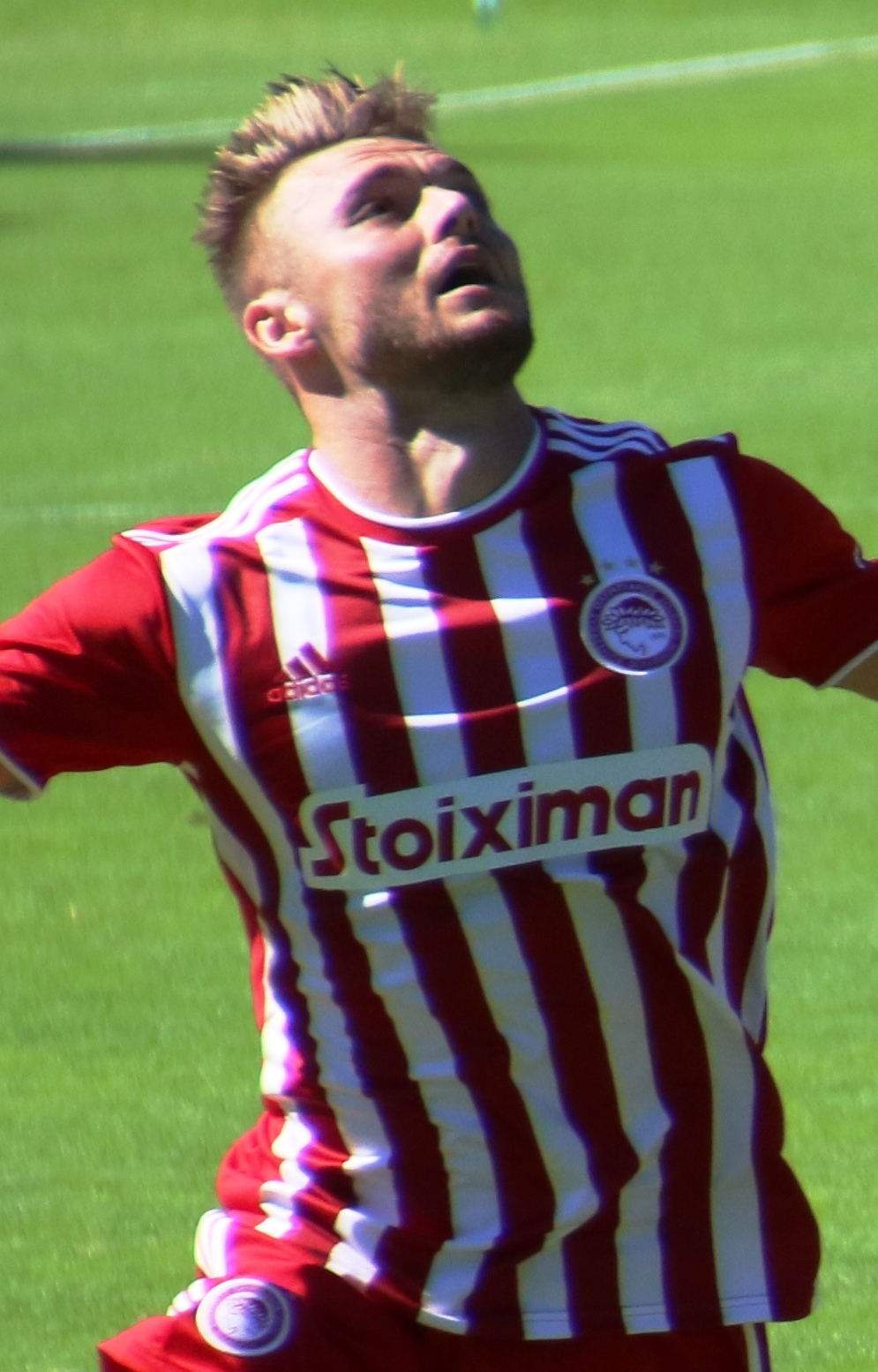
Рябчук в составе «Олимпиакоса» в 2022 году

1 января 2021 года подписал контракт на четыре с половиной года с клубом «Олимпиакос» из Греции. Дебютировал за клуб 6 января 2021 года в матче 15-го тура чемпионата Греции против клуба «Астерас» (4:0), в этом матче вышел на 85-й минуте встречи вместо Хосе Холебаса. 18 февраля 2021 года Рябчук дебютировал в еврокубках, отыграв весь матч против ПСВ (4:2) в 1/16 финала Лиги Европы. В своём дебютном сезоне за «Олимпиакос» провёл во всех турнирах 27 матчей, а также стал чемпионом Греции и вышел в финал Кубка Греции.
Первый мяч за клуб забил 16 сентября 2021 года в матче 1-го тура группового этапа Лиги Европы УЕФА против «Антверпена» (2:1), отличившись на 87-й минуте матча и тем самым принеся победу в матче. Первый мяч в чемпионате Греции забил 4 мая 2022 года в матче 4-го тура плей-офф на 62-й минуте встречи с передачи Кенни Лалы, принеся победу в матче против клуба ПАОК (2:1). Всего в сезоне 2021/22 провёл за «Олимпиакос» во всех турнирах 48 матчей, забил два мяча и вновь стал чемпионом Греции. В сезоне 2022/23 провёл за клуб 45 матчей во всех турнирах и забил один мяч. Выступал за «Олимпиакос» с 2021 по 2023 год, провёл 120 матчей во всех турнирах, забил три мяча и сделал 10 результативных передач.

### «Спартак» (Москва)

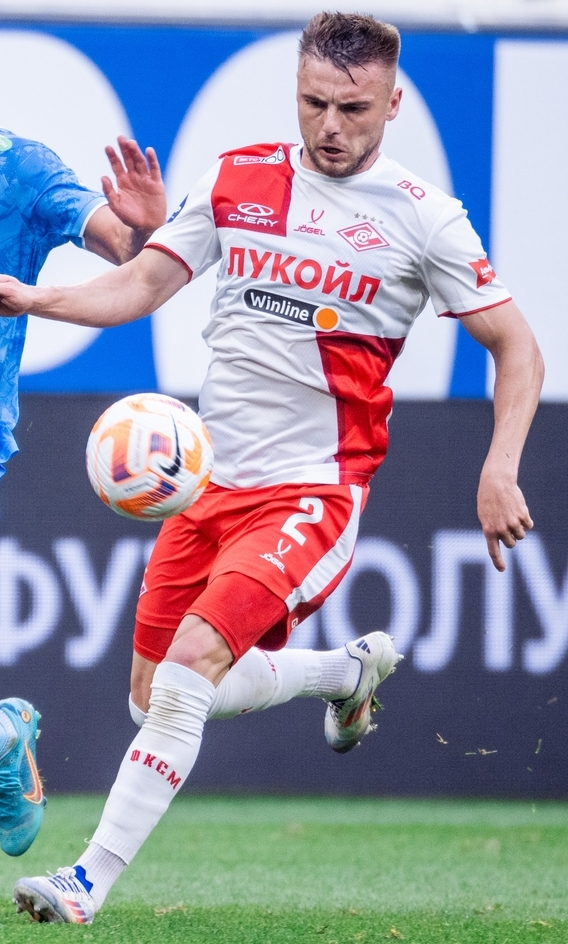
Рябчук в составе московского «Спартака» в 2025 году

7 августа 2023 года перешёл в московский «Спартак», заключив контракт на три года. Сумма трансфера составила около шесть миллионов евро. В новом клубе футболист выбрал себе 2-й игровой номер. Трансфер Рябчука в «Спартак» стал самым дорогим приобретением среди молдавских футболистов. Дебютировал за клуб 8 августа 2023 года в матче 2-го тура группового этапа пути РПЛ Кубка России против «Пари НН» (5:4), выйдя на 57-й минуте вместо Леона Классена. В чемпионате России за «Спартак» впервые сыграл 11 августа 2023 года в матче 4-го тура чемпионата России против «Урала» (2:3), проведя на поле весь матч. Всего в сезоне 2023/24 Рябчук провёл во всех турнирах 20 матчей и сделал одну результативную передачу.

## Карьера в сборной
В ноябре 2016 года Рябчук был впервые вызван в сборную Молдовы среди юношей до 19 лет. За сборную провёл два матча против сверстников из Сербии (0:2) и Мальты (0:1). До вызова в юношескую сборную Рябчук не имел молдавского паспорта.
В марте 2018 года был впервые вызван Александром Спиридоном в национальную сборную Молдовы, проведя всего десять матчей за «Порту B». Дебютировал за сборную 27 марта 2018 года в товарищеском матче против сборной Кот-д’Ивуара (1:2), в этом матче вышел в стартовом составе и был заменён на 66-й минуте на Артёма Розгонюка.

## Достижения

### Командные
«Олимпиакос» (Пирей)
- Чемпион Греции (2): 2020/21[англ.], 2021/22
- Финалист Кубка Греции: 2020/21[англ.]

### Личные
- Футболист года в Молдове (3): 2020[35], 2021[36], 2022[37]

## Статистика

### Клубная
| Выступление        | Выступление      | Выступление      | Лига | Лига | Кубки | Кубки | Еврокубки | Еврокубки | Прочие | Прочие | Итого | Итого |
| Клуб               | Лига             | Сезон            | Игры | Голы | Игры  | Голы  | Игры      | Голы      | Игры   | Голы   | Игры  | Голы  |
| ------------------ | ---------------- | ---------------- | ---- | ---- | ----- | ----- | --------- | --------- | ------ | ------ | ----- | ----- |
| Порту B            | Сегунда-лига     | 2017/18          | 15   | 4    | —     | —     | —         | —         | —      | —      | 15    | 4     |
| Порту B            | Сегунда-лига     | 2018/19          | 32   | 0    | —     | —     | —         | —         | —      | —      | 32    | 0     |
| Порту B            | Итого            | Итого            | 47   | 4    | —     | —     | —         | —         | —      | —      | 47    | 4     |
| Пасуш де Феррейра  | Примейра-лига    | 2019/20          | 26   | 0    | 4     | 0     | —         | —         | —      | —      | 30    | 0     |
| Пасуш де Феррейра  | Примейра-лига    | 2020/21          | 11   | 2    | 2     | 0     | —         | —         | —      | —      | 13    | 2     |
| Пасуш де Феррейра  | Итого            | Итого            | 37   | 2    | 6     | 0     | —         | —         | —      | —      | 43    | 2     |
| Олимпиакос (Пирей) | Суперлига        | 2020/21          | 12   | 0    | 3     | 0     | 4         | 0         | 8      | 0      | 27    | 0     |
| Олимпиакос (Пирей) | Суперлига        | 2021/22          | 24   | 0    | 3     | 0     | 13        | 1         | 8      | 1      | 48    | 2     |
| Олимпиакос (Пирей) | Суперлига        | 2022/23          | 21   | 0    | 4     | 0     | 11        | 0         | 9      | 1      | 45    | 1     |
| Олимпиакос (Пирей) | Итого            | Итого            | 57   | 0    | 10    | 0     | 28        | 1         | 25     | 2      | 120   | 3     |
| Спартак (Москва)   | Премьер-лига     | 2023/24          | 14   | 0    | 6     | 0     | —         | —         | —      | —      | 20    | 0     |
| Спартак (Москва)   | Премьер-лига     | 2024/25          | 27   | 0    | 8     | 0     | —         | —         | —      | —      | 35    | 0     |
| Спартак (Москва)   | Премьер-лига     | 2025/26          | 2    | 0    | 2     | 0     | —         | —         | —      | —      | 4     | 0     |
| Спартак (Москва)   | Итого            | Итого            | 43   | 0    | 16    | 0     | —         | —         | —      | —      | 59    | 0     |
| Всего за карьеру   | Всего за карьеру | Всего за карьеру | 184  | 6    | 32    | 0     | 28        | 1         | 25     | 2      | 269   | 9     |

1. ↑  Матчи плей-офф чемпионата Греции.

### Сборная
| Матчи и голы Олега Рябчука за сборную Молдовы | Матчи и голы Олега Рябчука за сборную Молдовы | Матчи и голы Олега Рябчука за сборную Молдовы | Матчи и голы Олега Рябчука за сборную Молдовы | Матчи и голы Олега Рябчука за сборную Молдовы | Матчи и голы Олега Рябчука за сборную Молдовы | Матчи и голы Олега Рябчука за сборную Молдовы |
| --------------------------------------------- | --------------------------------------------- | --------------------------------------------- | --------------------------------------------- | --------------------------------------------- | --------------------------------------------- | --------------------------------------------- |
| №                                             | Дата                                          | Оппонент                                      | Счёт                                          | Голы                                          | Соревнование                                  |                                               |
| 1                                             | 27 марта 2018                                 | Кот-д’Ивуар                                   | 1:2                                           | —                                             | Товарищеский матч                             |                                               |
| 2                                             | 4 июня 2018                                   | Армения                                       | 0:0                                           | —                                             | Товарищеский матч                             |                                               |
| 3                                             | 8 сентября 2018                               | Люксембург                                    | 0:4                                           | —                                             | Лига наций УЕФА 2018/2019                     |                                               |
| 4                                             | 11 сентября 2018                              | Беларусь                                      | 0:0                                           | —                                             | Лига наций УЕФА 2018/2019                     |                                               |
| 5                                             | 12 октября 2018                               | Сан-Марино                                    | 2:0                                           | —                                             | Лига наций УЕФА 2018/2019                     |                                               |
| 6                                             | 15 октября 2018                               | Беларусь                                      | 0:0                                           | —                                             | Лига наций УЕФА 2018/2019                     |                                               |
| 7                                             | 15 ноября 2018                                | Сан-Марино                                    | 1:0                                           | —                                             | Лига наций УЕФА 2018/2019                     |                                               |
| 8                                             | 18 ноября 2018                                | Люксембург                                    | 1:1                                           | —                                             | Лига наций УЕФА 2018/2019                     |                                               |
| 9                                             | 22 марта 2019                                 | Франция                                       | 1:4                                           | —                                             | Отборочный турнир к ЧЕ-2020                   |                                               |
| 10                                            | 25 марта 2019                                 | Турция                                        | 0:4                                           | —                                             | Отборочный турнир к ЧЕ-2020                   |                                               |
| 11                                            | 8 июня 2019                                   | Андорра                                       | 1:0                                           | —                                             | Отборочный турнир к ЧЕ-2020                   |                                               |
| 12                                            | 11 июня 2019                                  | Албания                                       | 0:2                                           | —                                             | Отборочный турнир к ЧЕ-2020                   |                                               |
| 13                                            | 7 сентября 2019                               | Исландия                                      | 0:3                                           | —                                             | Отборочный турнир к ЧЕ-2020                   |                                               |
| 14                                            | 10 сентября 2019                              | Турция                                        | 0:4                                           | —                                             | Отборочный турнир к ЧЕ-2020                   |                                               |
| 15                                            | 11 октября 2019                               | Андорра                                       | 0:1                                           | —                                             | Отборочный турнир к ЧЕ-2020                   |                                               |
| 16                                            | 14 октября 2019                               | Албания                                       | 0:4                                           | —                                             | Отборочный турнир к ЧЕ-2020                   |                                               |
| 17                                            | 3 сентября 2020                               | Косово                                        | 1:1                                           | —                                             | Лига наций УЕФА 2020/2021                     |                                               |
| 18                                            | 6 сентября 2020                               | Словения                                      | 0:1                                           | —                                             | Лига наций УЕФА 2020/2021                     |                                               |
| 19                                            | 7 октября 2020                                | Италия                                        | 0:6                                           | —                                             | Товарищеский матч                             |                                               |
| 20                                            | 11 октября 2020                               | Греция                                        | 0:2                                           | —                                             | Лига наций УЕФА 2020/2021                     |                                               |
| 21                                            | 14 октября 2020                               | Словения                                      | 0:4                                           | —                                             | Лига наций УЕФА 2020/2021                     |                                               |
| 22                                            | 12 ноября 2020                                | Россия                                        | 0:0                                           | —                                             | Товарищеский матч                             |                                               |
| 23                                            | 15 ноября 2020                                | Греция                                        | 0:2                                           | —                                             | Лига наций УЕФА 2020/2021                     |                                               |
| 24                                            | 18 ноября 2020                                | Косово                                        | 0:1                                           | —                                             | Лига наций УЕФА 2020/2021                     |                                               |
| 25                                            | 25 марта 2021                                 | Фарерские острова                             | 1:1                                           | —                                             | Отборочный турнир к ЧМ-2022                   |                                               |
| 26                                            | 28 марта 2021                                 | Дания                                         | 0:8                                           | —                                             | Отборочный турнир к ЧМ-2022                   |                                               |
| 27                                            | 31 марта 2021                                 | Израиль                                       | 1:4                                           | —                                             | Отборочный турнир к ЧМ-2022                   |                                               |
| 28                                            | 1 сентября 2021                               | Австрия                                       | 0:2                                           | —                                             | Отборочный турнир к ЧМ-2022                   |                                               |
| 29                                            | 4 сентября 2021                               | Шотландия                                     | 0:1                                           | —                                             | Отборочный турнир к ЧМ-2022                   |                                               |
| 30                                            | 7 сентября 2021                               | Фарерские острова                             | 1:2                                           | —                                             | Отборочный турнир к ЧМ-2022                   |                                               |
| 31                                            | 12 октября 2021                               | Израиль                                       | 1:2                                           | —                                             | Отборочный турнир к ЧМ-2022                   |                                               |
| 32                                            | 24 марта 2022                                 | Казахстан                                     | 1:2                                           | —                                             | Лига наций УЕФА (стыковые матчи)              |                                               |
| 33                                            | 29 марта 2022                                 | Казахстан                                     | 1:0 (4:5 пен.)                                | —                                             | Лига наций УЕФА (стыковые матчи)              |                                               |
| 34                                            | 3 июня 2022                                   | Лихтенштейн                                   | 2:0                                           | —                                             | Лига наций УЕФА 2022/2023                     |                                               |
| 35                                            | 6 июня 2022                                   | Андорра                                       | 0:0                                           | —                                             | Лига наций УЕФА 2022/2023                     |                                               |
| 36                                            | 10 июня 2022                                  | Латвия                                        | 2:4                                           | —                                             | Лига наций УЕФА 2022/2023                     |                                               |
| 37                                            | 14 июня 2022                                  | Андорра                                       | 2:1                                           | —                                             | Лига наций УЕФА 2022/2023                     |                                               |
| 38                                            | 16 ноября 2022                                | Азербайджан                                   | 1:2                                           | —                                             | Товарищеский матч                             |                                               |
| 39                                            | 20 ноября 2022                                | Румыния                                       | 0:5                                           | —                                             | Товарищеский матч                             |                                               |
| 40                                            | 17 июня 2023                                  | Албания                                       | 0:2                                           | —                                             | Отборочный турнир к ЧЕ-2024                   |                                               |
| 41                                            | 20 июня 2023                                  | Польша                                        | 3:2                                           | —                                             | Отборочный турнир к ЧЕ-2024                   |                                               |
| 42                                            | 12 октября 2023                               | Швеция                                        | 1:3                                           | —                                             | Товарищеский матч                             |                                               |
| 43                                            | 15 октября 2023                               | Польша                                        | 1:1                                           | —                                             | Отборочный турнир к ЧЕ-2024                   |                                               |
| 44                                            | 17 ноября 2023                                | Албания                                       | 1:1                                           | —                                             | Отборочный турнир к ЧЕ-2024                   |                                               |
| 45                                            | 20 ноября 2023                                | Чехия                                         | 0:3                                           | —                                             | Отборочный турнир к ЧЕ-2024                   |                                               |
| 46                                            | 22 марта 2024                                 | Северная Македония                            | 1:1                                           | —                                             | Товарищеский матч                             |                                               |
| 47                                            | 26 марта 2024                                 | Каймановы острова                             | 4:0                                           | —                                             | Товарищеский матч                             |                                               |
| 48                                            | 8 июня 2024                                   | Кипр                                          | 3:2                                           | —                                             | Товарищеский матч                             |                                               |
| 49                                            | 11 июня 2024                                  | Украина                                       | 0:4                                           | —                                             | Товарищеский матч                             |                                               |
| 50                                            | 7 сентября 2024                               | Мальта                                        | 2:0                                           | —                                             | Лига наций УЕФА 2024/2025                     |                                               |
| 51                                            | 10 октября 2024                               | Андорра                                       | 2:0                                           | —                                             | Лига наций УЕФА 2024/2025                     |                                               |
| 52                                            | 13 октября 2024                               | Мальта                                        | 0:1                                           | —                                             | Лига наций УЕФА 2024/2025                     |                                               |
| 53                                            | 16 ноября 2024                                | Андорра                                       | 1:0                                           | —                                             | Лига наций УЕФА 2024/2025                     |                                               |
| 54                                            | 22 марта 2025                                 | Норвегия                                      | 0:5                                           | —                                             | Отборочный турнир к ЧМ-2026                   |                                               |
| 55                                            | 25 марта 2025                                 | Эстония                                       | 2:3                                           | —                                             | Отборочный турнир к ЧМ-2026                   |                                               |
| 56                                            | 6 июня 2025                                   | Польша                                        | 0:2                                           | —                                             | Товарищеский матч                             |                                               |
| 57                                            | 9 июня 2025                                   | Италия                                        | 0:2                                           | —                                             | Отборочный турнир к ЧМ-2026                   |                                               |

Итого: 57 матчей; 11 побед, 12 ничьих, 34 поражения.